# العزيب (بني قرة)
العزيب هو دُوَّار يقع بجماعة بوعادل، إقليم تاونات، جهة فاس مكناس في المملكة المغربية. ينتمي الدوّار لمشيخة بني قرة التي تضم 10 دواوير. يقدر عدد سكانه بـ 932 نسمة حسب الإحصاء الرسمي للسكان والسكنى لسنة 2004.

## روابط خارجية
- البوابة الوطنية للجماعات الترابية
- المندوبية السامية للتخطيط